# Noémie Fourdin
Noémie Fourdin, née le 4 avril 1996, est une joueuse de football belge évoluant au poste de milieu de terrain au FCF White Star Woluwé. 

## Palmarès
- Championne de Belgique en 2018 avec le RSC Anderlecht
- Vainqueur de la Coupe de Belgique en 2013 avec le RSC Anderlecht
- Finaliste de la Coupe de Belgique en 2016 et 2017 avec le RSC Anderlecht